# 10386 Romulus
10386 Romulus este o planetă minoră (asteroid), cu un diametru de 16,064 km, din centura de asteroizi. A fost descoperită pe 12 octombrie 1996 la osservatorio Colleverde di Guidonia⁠(d) de Vincenzo Silvano Casulli⁠(d) și a fost numită după Romulus⁠(d). 
Obiectul prezintă o orbită caracterizată de o semiaxă mare de 3,2503388 UAi, o excentricitate de 0,09, o înclinație de 23,01019 ° în raport cu ecliptica.